# Ochodaeus bituberculatus
Ochodaeus bituberculatus es una especie de coleóptero de la familia Ochodaeidae.

## Distribución geográfica
Habita en Perú.